# Bufoceratias
Bufoceratias is een geslacht van straalvinnige vissen uit de familie van diceratiden (Diceratiidae). Het geslacht is voor het eerst wetenschappelijk beschreven in 1931 door Whitley.

## Soorten
- Bufoceratias shaoi Pietsch, Ho & Chen, 2004
- Bufoceratias thele (Uwate, 1979)
- Bufoceratias wedli (Pietschmann, 1926)